# Якуб Задзик
Якуб За́дзик (пол. Jakub Zadzik; 1582—17 березня 1642) — державний діяч Речі Посполитої, священик і єпископ Римо-Католицької Церкви. Представник шляхетського роду Задзиків гербу Кораб.

## Біографія
Народився в Дружбіні, Польща.
Прийняв священство 1604 року. Навчався у Кракові, Перуджі й Римі. Великий канцлер коронний (1628–1635), сенатор. Великий підканцлер коронний (1627–1628), великий секретар коронний (з 1613), регент канцелярії. Єпископ хелмінський (2 грудня 1624–1635) і краківський (17 вересня 1635–1642). Канонік ґнєзненський (1606), краківський (1608), варшавський (1611), влоцлавський (1612), познанський (1619).
За свідченнями московита-посла у РП Вас. Родковського, врятував одного із засуджених до страти за участь у повстанні під проводом Івана Сулими.
Помер у Бодзентині, Польща.